# Mesosemia melaene
Mesosemia melaene är en fjärilsart som beskrevs av William Chapman Hewitson 1859. Mesosemia melaene ingår i släktet Mesosemia och familjen Riodinidae. Inga underarter finns listade i Catalogue of Life.

## Bildgalleri

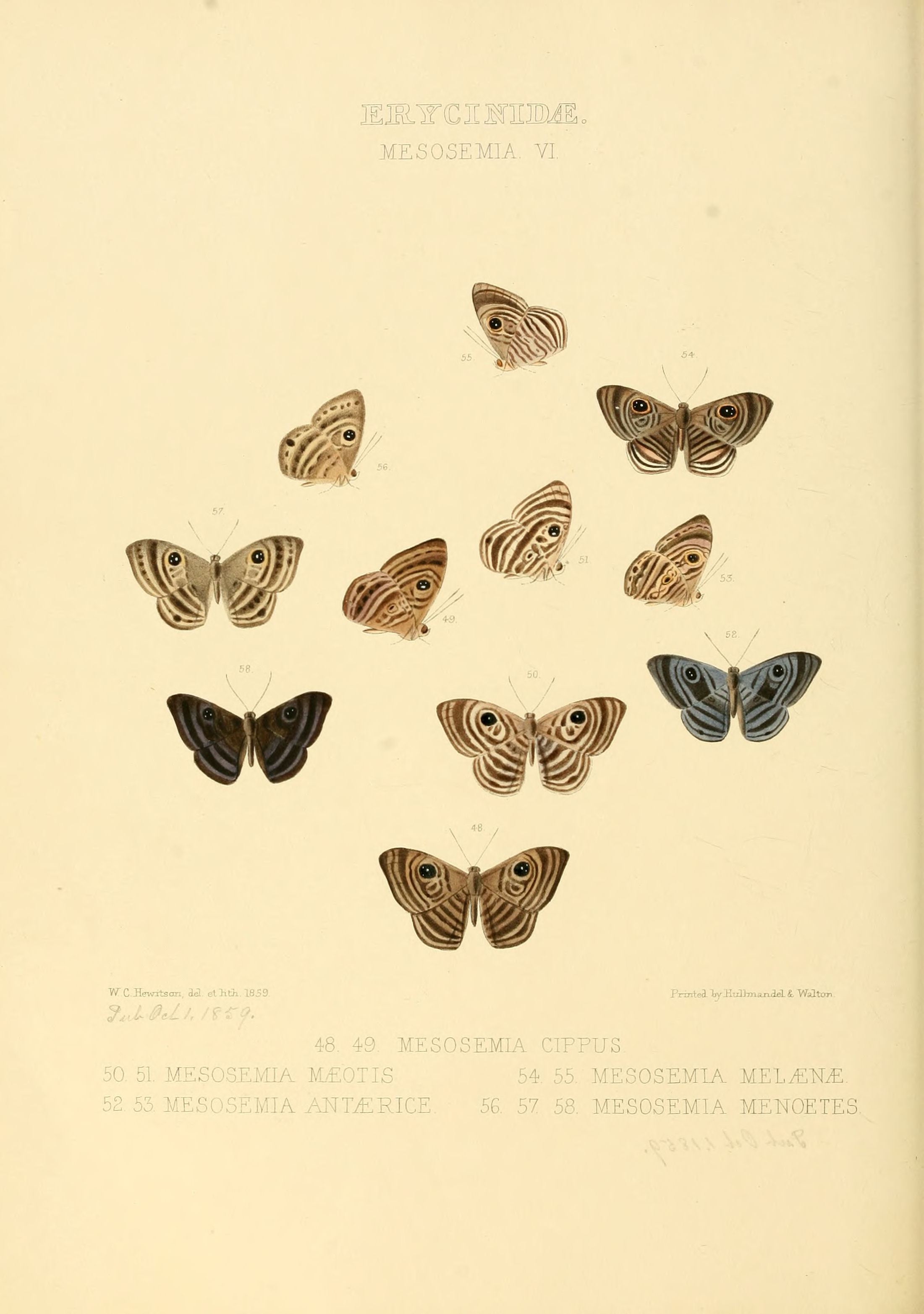